# Arroyo Trillo
Der Arroyo Trillo ist ein Fluss im umstrittenen Gebiet Rincón de Artigas, das sowohl von Uruguay als auch von Brasilien beansprucht wird.
Er entspringt in der Cuchilla Negra bei der Grenze zum uruguayischen Departamento Rivera. Von dort fließt er nach Norden, wo er als linksseitiger Nebenfluss in den Arroyo de la Invernada mündet.